# デンマークとロシアの歌による奇想曲

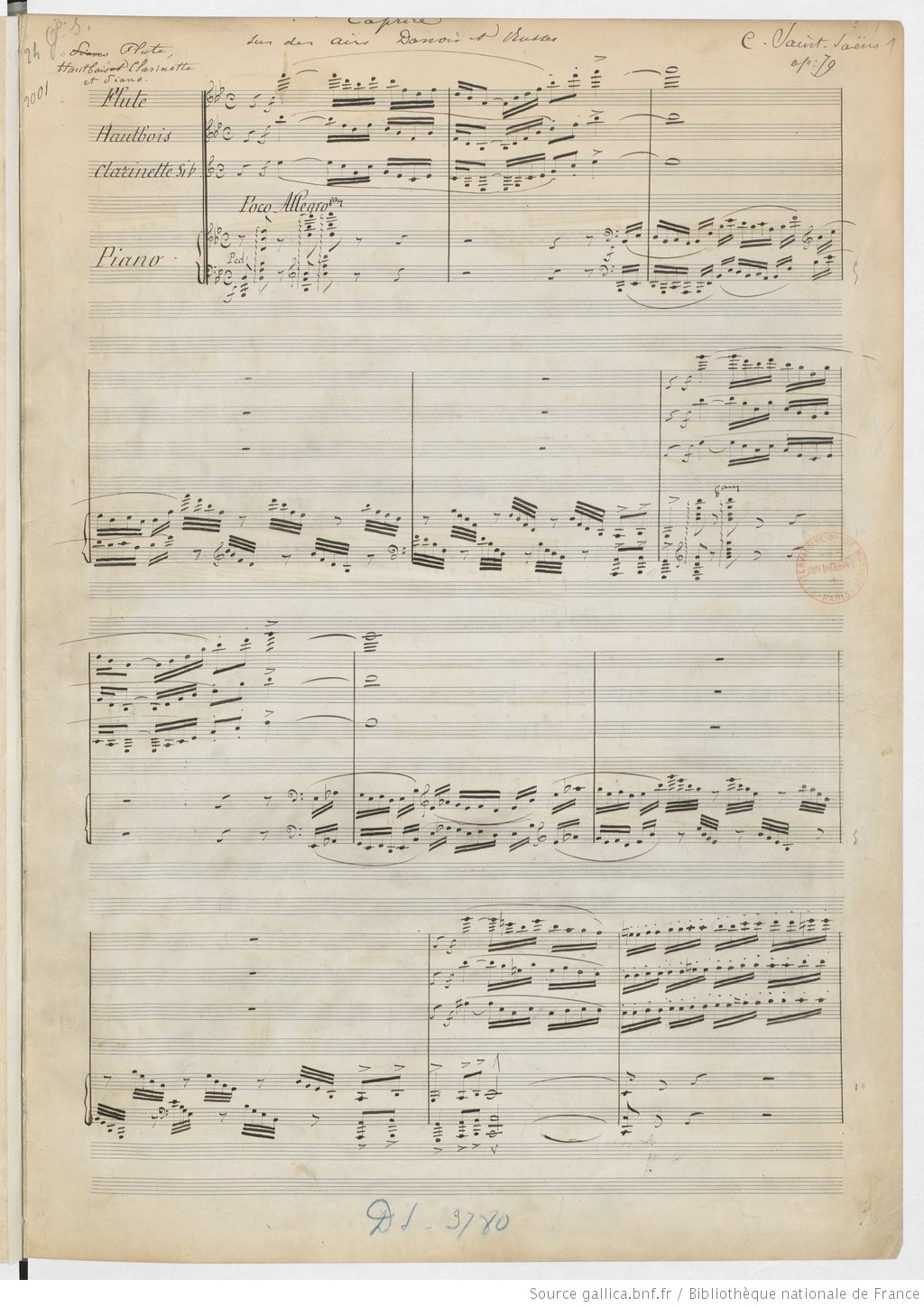
手稿譜の最初のページ

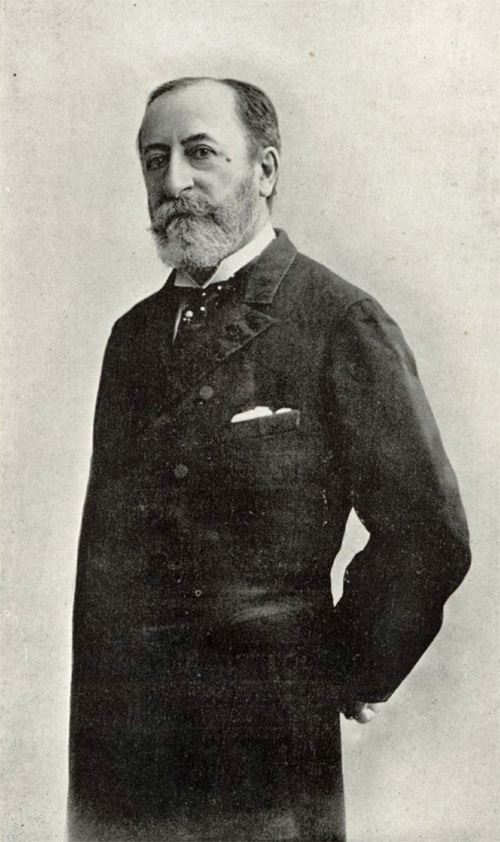
サン＝サーンス、1880年頃。

『デンマークとロシアの歌による奇想曲』（デンマークとロシアのうたによるきそうきょく、フランス語: Caprice sur des airs danois et russes）作品79 は、カミーユ・サン＝サーンスが1887年に作曲したフルート、オーボエ、クラリネットとピアノのための奇想曲。作品の献呈を受けたのはデンマークの王女として生まれロシア皇帝アレクサンドル3世に嫁いで皇后となったマリア・フョードロヴナであり、曲にデンマークとロシアのエールを使用するという着想が結び付き得るところである。

## 歴史
1887年、サン＝サーンスはフランス赤十字と、ロシアで帝国オペラ管弦楽団と開催される7回のイースター・コンサートの契約を行った。フルート奏者のポール・タファネル、オーボエ奏者のジョルジュ・ジレ、クラリネット奏者のシャルル・トゥルバンに一緒に来るよう声をかけ、パリを発つ直前に彼らのために本作を作曲した。
初演は1887年4月21日にサンクトペテルブルクにおいて、作曲者自身のピアノで行われた。当日のプログラムにはサン＝サーンスの様々なピアノ作品、彼のオペラからバレエ音楽、また彼のフルートと管弦楽のための作品（『タランテラ』、『ロマンス』、『前奏曲とフーガ』）、ヘンデル、ジレ、ディエメのオーボエ独奏曲、ウェーバー、モーツァルト、サン＝サーンスのクラリネット作品が並んだが、本作が演奏会のハイライトを飾ったと伝えられる。
1日目にはガラの夕べが催され、大公、大公妃、宮廷の姫君らが列席した。3日目には劇場が再び開場し、奏者には最高の演奏が求められた。それまで持ちこたえていた雪が、その時降り始めた。その巨大なホールの中で聴衆は風邪をひいてしまい、戻ってくることはなかった。にもかかわらず、コンサートは非常に洒落たものだった。観客がフルート、クラリネット、オーボエといった、それ自身を中心に演奏されることがない楽器のソロに拍手を贈ったのはこれが初めてのことだった。—Jean Bonnerot
当時サンクトペテルブルク音楽院の学長だったアントン・ルビンシテインはいたく感銘を受け、4月26日にサンクトペテルブルクで行われた最後のコンサートに木管を専攻する学生全員を出席させ、「これらの楽器で何を成すことが出来るのか、その本当のところについて何かしらの見識を得」られるよう取り計らったと言われている。
モスクワでさらに2回のコンサートに出演した後、4人の音楽家はパリへ帰ることになるが、彼らは同年6月にはロンドンでも再び本作を取り上げている。
サン＝サーンスは1904年8月31日にリオデジャネイロにおいて、Pedro de Assis、Agostinho Gouvéa、Francisco Nunesと共に本作を再演した。

### 出版史
初演の数日前にあたる1887年4月17日、サン＝サーンスは自作の出版を請け負っていたデュランに次のように書き送った。「フルート、オーボエ、クラリネットとピアノのための奇想曲の稽古を行いました。彫版はまだしないでください、いくつか修正を入れます。急ぐ必要はありません。」初演後の4月30日にはこう書いている。「四重奏はまずは大人気となったので、細部を除きわざわざ変更を行うことはしませんでした。」曲は最終的に同年9月に出版に至った。
サン＝サーンスはこの楽曲の楽器法を変更するような編曲は望んでいなかった、1889年11月30日のデュラン宛ての書簡にはこうある。「あのロシアの曲の編曲はお断りしますし、曲が編曲されることも望みません。熟考の末、そのままの楽器法でなくなってしまえば、作品が味気ないものになると自信を持つようになりました。」しかし、A.ベンフェルト、またはアルベルト・コプフとしても知られるサン＝サーンスの親しい友人、ファンであった人物は、本作を2台ピアノ用へと編曲して1896年に出版している。この編曲は同年12月20日に、サル・プレイエルで開かれた芸術協会のコンサートでジュリエット・トゥータンとルイーズ・ロートによって演奏された。

## 楽曲構成
単1楽章制で演奏時間はおよそ11分。構造的には曲は3つの部分に分けることが出来る。イントロダクション、デンマークの歌と変奏、2つのロシアの歌と変奏及びコーダである。3つある主題はそれぞれ別の木管楽器によって提示される。
曲は急速なスケールとアルペッジョを主体とするヴィルトゥオーソ的な導入によって開始する。
序奏の最後にはフェルマータが置かれ、その後の38小節目からピアノの伴奏の上にフルートがデンマークの歌（主題A）を提示する。
この主題はすぐさまオーボエによって反復される。主題Aの4つの変奏が「漸次加速するフィギュレーション」の形で続いていく。ピアノがしばし間奏を行い、再び全休止で区切りをつけるとロシアの歌へと移っていく。ひとつめのロシアの歌（主題B）はモデラート・アド・リビトゥムと指示され、伴奏ピアノを従えた抒情的なオーボエによって122小節目から奏される。
クラリネットがただちに主題を繰り返す。アレグロ・ヴィヴァーチェの新しい部分に入り、ピアノが急速な16分音符の伴奏音型を奏でる。159小節目よりクラリネットが2つ目のロシアの歌（主題C）を奏でていく。
ロシアの主題に基づく変奏はデンマークの主題によるものとは異なるスタイルで進められる。主題Bの最初の変奏はピアノによるオクターヴの跳躍や分厚い和音を駆使した華やかなもので、序奏部の素材も流用されている。主題Cの再現に続き、3つの様々な個性を持つ変奏が行われる。最初の変奏では木管楽器の三連符のリズムを特徴としており、一方のピアノは主題を弾き進める。2つ目の変奏はカノン、3つ目は主題の後半部分に基づき、これは最後のコーダでも中心となる。
最初のロシアの歌が335小節目でオーボエの温かい音色で回想されると、他の木管楽器も後から加わってくる。343小節目で全ての楽器が今一度一体となりコーダを導く。
リエンは本作の詳細な構造を次のように分析している。
| 主題                | 小節    | テンポ                        | 拍子    | 調性     |
| ------------------- | ------- | ----------------------------- | ------- | -------- |
| 序奏                | 1–38    | Poco allegro =106             | 4/4拍子 | 変ロ長調 |
| デンマークの歌      |         |                               |         |          |
| 主題A               | 39–55   | Andantino .=52                | 6/8拍子 | ニ短調   |
| 第1変奏             | 55–70   | Allegretto .=66               | 6/8拍子 | ニ短調   |
| 第2変奏             | 70–86   |                               | 6/8拍子 | ニ短調   |
| 第3変奏             | 86–106  |                               | 6/8拍子 | ニ長調   |
| 第4変奏             | 107–122 |                               | 6/8拍子 | ニ短調   |
| ロシアの歌          |         |                               |         |          |
| 主題B               | 122–154 | Moderato ad libitum           | 3/4拍子 | ヘ長調   |
| 主題C               | 155–181 | Allegro vivace =132           | 2/4拍子 | ヘ長調   |
| 主題B'、序奏        | 181–202 |                               | 2/4拍子 | ヘ長調   |
| 主題C               | 202–215 |                               | 2/4拍子 | ハ長調   |
| 主題C'              | 216–240 |                               | 2/4拍子 | ヘ長調   |
| 主題C''             | 240–270 |                               | 2/4拍子 | ヘ長調   |
| 主題C'''            | 270–279 |                               | 2/4拍子 | ヘ長調   |
| 主題B'、序奏        | 280–296 |                               | 2/4拍子 | 変ニ長調 |
| 主題C               | 296–314 |                               | 2/4拍子 | ヘ長調   |
| 主題C'              | 315–334 |                               | 2/4拍子 | ヘ長調   |
| 主題B, C''、序奏    | 335–383 |                               | 2/4拍子 | ヘ長調   |
| 主題C               | 383–392 |                               | 2/4拍子 | ヘ長調   |
| 主題C''' （コーダ） | 393–420 | 少し遅く（Un peu moins vite） | 2/4拍子 | ヘ長調   |

## 評価
初演時、本作は「宮廷を大いに歓喜させ」、サン＝サーンス、タファネル、ジレ、トゥルバンは2か月後のロンドンでの再演することになった。
本作は1905年のボンにおいて開催された室内音楽祭で木管楽器室内楽協会によって演奏されたが、『新音楽時報』誌の同時代の評論家はあまり感銘を受けず、次のように書いている。「3日目に行われたグヴィの八重奏曲とサン＝サーンスの四重奏曲（デンマークとロシアの歌による奇想曲）の演奏は完璧な美しさだった。唯一惜しむらくはサン＝サーンスの四重奏曲が選曲されたことである。というのも、この作品は非常に美しく作り上げられているかもしれないが、音楽的には取るに足らない内容であり、サン＝サーンスの創作の中で最良のものに属さないことは間違いないからである。サン＝サーンス自身が作曲したわけではない曲中の主題のみが、魅力を放っていた。その他は音楽理論家には興味深いのかもしれないが、聴衆にとってはさしたる違いはない。この作品は全くプログラムに似つかわしくなかった。」
ザビーナ・テラー・ラトナーはこうコメントしている。「（奇想曲は）木管楽器のパレットの素晴らしい色彩とニュアンスを駆使している。表現的な部分にも悲しみに沈んだ部分にも、ピアノのための煌めくようなパッセージが散りばめられている。」
エドワード・ブレークマンは本作をこう評する。
『奇想曲』ではこの上なく寛ぎ、興に乗ったサン＝サーンスが見出される。形式的には単純で、序奏の後に旋律に変奏が付いた3つのセクションが続き、最後はちょっとしたフーガとなる。旋律群（本物の民謡かもしれないし、違うかもしれない）には穏やかな物悲しさがあり、より激しい扱いにも適している。雰囲気、テクスチュア、音域の選択は、サン＝サーンスが木管楽器とピアノの中で視点を切り替えるのに従って変化し続ける。（中略）サン＝サーンスが（1887年）のツアーでも演奏したピアノ協奏曲第2番による、第二帝政期の古き輝きもあるが、これは最上のサロン音楽なのだ。曲はフランス文化 - サッシェヴェレル・シットウェルが「雪と金箔」の「魅惑の世界」と華麗に解釈したもの - に強い共感を持っていたロシア宮廷の豪奢な精神を正確に捉えている。